# 梅諾肯鎮區 (堪薩斯州肖尼縣)
梅諾肯鎮區（英語：Menoken Township）是位於美國堪薩斯州肖尼縣的一個行政鎮區。

## 地方資料
梅諾肯鎮區的面積為117.43平方千米，當中陸地面積為115.08平方千米，而水域面積為2.35平方千米。根據2010年美國人口普查的數據，當地共有人口1535人，而人口密度為每平方千米13.07人。

## 外部連結
- US-Counties.com
- City-Data.com （页面存档备份，存于）